# Scheelit
Scheelit, auch als Tungstein (schwedisch tungsten „schwerer Stein“ bzw. „Schwerstein“) bekannt, ist ein häufig vorkommendes Mineral aus der Mineralklasse der „Sulfate (einschließlich Selenate, Tellurate, Chromate, Molybdate und Wolframate)“. Er kristallisiert im tetragonalen Kristallsystem mit der Zusammensetzung Ca[WO4], ist also chemisch gesehen ein Calciumwolframat.
Scheelit entwickelt meist dipyramidale, pseudo-oktaedrische Kristalle von bis zu 30 Zentimetern Größe mit glas- bis diamantähnlichem Glanz auf den Oberflächen. Er kommt aber auch in Form körniger bis massiger Aggregate vor. In reiner Form ist Scheelit farblos und durchsichtig. Durch vielfache Lichtbrechung aufgrund von Gitterbaufehlern oder polykristalliner Ausbildung kann er aber auch weiß erscheinen und durch Fremdbeimengungen eine graue, braune, hellgelbe, gelborange, rote oder grüne Farbe annehmen, wobei die Transparenz entsprechend abnimmt.
Mit einer Mohshärte von 4,5 bis 5 gehört Scheelit zu den mittelharten Mineralen, die sich ähnlich wie das Referenzmineral Apatit (5) mit einem Messer ritzen lassen.

## Etymologie und Geschichte

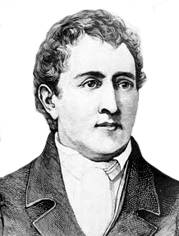
Carl Wilhelm Scheele (Darstellung aus dem Jahr 1887)

Erste Erwähnungen des Minerals finden sich bereits Mitte des 18. Jahrhunderts in verschiedenen mineralogischen Aufzeichnungen. So bezeichneten es unter anderem deutsche Bergleute verächtlich als sogenannte „weiße Zinngraupen“, da es meist in Vergesellschaftung mit dem als Zinnerz abgebauten Kassiterit (Zinnstein) gefunden wurde, aber kein Zinn enthielt und sich zudem im Schmelzprozess ähnlich lästig verhielt wie Wolfram. 1760 führte Axel Frederic Cronstedt den aus dem Schwedischen übersetzten Begriff Tungstein ein, der sich auf die hohe Dichte von rund 6,1 g/cm3 des Minerals bezieht.
Die Analyse der chemischen Zusammensetzung des Minerals erwies sich allerdings aufgrund des hohen Schmelzpunktes von Wolfram als sehr schwierig. Erst 1781 gelang es dem deutsch-schwedischen Chemiker Carl Wilhelm Scheele zumindest, die enthaltene Wolframsäure zu isolieren. Seinen Schülern Fausto und Juan José Elhuyar gelang es zwei Jahre später schließlich, aus dieser Säure das Metall Wolfram darzustellen.
Abraham Gottlob Werner gab in seiner Mineralsystematik zunächst dem Metall den Namen Scheel (bzw. Scheelium) zu Ehren von Scheele, während er das Mineral unter dem Namen Schwerstein führte. Beide Benennungen Werners setzten sich jedoch nicht durch.
Die bis heute gültige Bezeichnung Scheelit erhielt das Mineral 1821 durch Karl Cäsar von Leonhard. Daneben waren allerdings noch verschiedene Synonyme wie unter anderem Scheelerz (nach Klaproth) und Scheelspat (nach Breithaupt) im Umlauf.
Als Typlokalität für Scheelit gilt die Eisengrube „Bispberg“ bei Säter in der schwedischen Provinz Dalarnas län. Ein Aufbewahrungsort für das Typmaterial des Minerals ist nicht dokumentiert.
Da der Scheelit bereits lange vor der Gründung der International Mineralogical Association (IMA) 1958 bekannt und als eigenständige Mineralart anerkannt war, wurde dies von ihrer Commission on New Minerals, Nomenclature and Classification (CNMNC) übernommen und bezeichnet den Scheelit als sogenanntes „grandfathered“ (G) Mineral. Die seit 2021 ebenfalls von der IMA/CNMNC anerkannte Kurzbezeichnung (auch Mineral-Symbol) von Scheelit lautet „Sch“.

## Klassifikation
In der veralteten 8. Auflage der Mineralsystematik nach Strunz gehörte der Scheelit zur Mineralklasse der „Sulfate, Chromate, Molybdate und Wolframate“ und dort zur Abteilung der „Molybdate und Wolframate“, wo er als Namensgeber die „Scheelit-Reihe“ mit der Systemnummer VI/F.01 und den weiteren Mitgliedern Powellit und Stolzit sowie im Anhang mit Sedovit und Wulfenit bildete.
Im zuletzt 2018 überarbeiteten und aktualisierten Lapis-Mineralienverzeichnis nach Stefan Weiß, das sich im Aufbau noch nach dieser alten Form der Systematik von Karl Hugo Strunz richtet, erhielt das Mineral die System- und Mineral-Nr. VI/G.01-020. In der „Lapis-Systematik“ entspricht dies der Abteilung „Molybdate [MoO4]2− und Wolframate [WO4]2−, Polywolframate“, wo Scheelit zusammen mit Paraniit-(Y), Powellit, Stolzit, Suseinargiuit und Wulfenit die unbenannte Gruppe VI/G.01 bildet.
Die von der International Mineralogical Association (IMA) zuletzt 2009 aktualisierte 9. Auflage der Strunz’schen Mineralsystematik ordnet den Scheelit in die erweiterte Klasse der „Sulfate (Selenate, Tellurate, Chromate, Molybdate und Wolframate)“, dort aber ebenfalls in die Abteilung der „Molybdate und Wolframate“ ein. Diese ist allerdings weiter unterteilt nach der möglichen Anwesenheit von zusätzlichen Anionen und/oder Kristallwasser, so dass das Mineral entsprechend seiner Zusammensetzung in der Unterabteilung „Ohne zusätzliche Anionen oder H2O“ zu finden ist, wo es als Namensgeber die „Scheelitgruppe“ mit der Systemnummer 7.GA.05 und den weiteren Mitgliedern Fergusonit-(Ce), Fergusonit-(Nd), Fergusonit-(Y), Formanit-(Y), Powellit, Stolzit und Wulfenit bildet.
In der vorwiegend im englischen Sprachraum gebräuchlichen Systematik der Minerale nach Dana hat Scheelit die System- und Mineralnummer 48.01.02.01. Dies entspricht der Klasse der „Phosphate, Arsenate und Vanadate“ und dort der Abteilung „Molybdate und Wolframate“, wo das Mineral zusammen mit Powellit in der „Scheelit-Reihe“ mit der Systemnummer 48.01.02 innerhalb der Unterabteilung „Wasserfreie Molybdate und Wolframate mit A XO4“ zu finden ist.

## Kristallstruktur
Scheelit kristallisiert tetragonal in der Raumgruppe I41/a (Raumgruppen-Nr. 88) mit den Gitterparametern a = 5,25 Å und c = 11,40 Å sowie 4 Formeleinheiten pro Elementarzelle.

## Eigenschaften
Scheelit zeigt unter kurzwelligem UV-Licht starke, blauweiße Fluoreszenz, ein geringer Zusatz an Molybdän (auch Samarium) verändert die Farbe ins gelborange.
Vor dem Lötrohr ist Scheelit nur schwer zu schmelzen. Die Phosphorsalzperle färbt sich im Reduktionsfeuer heiß grün oder gelb, kalt dagegen blau.
In Salzsäure löst sich Scheelit und scheidet gelbes Wolfram(VI)-oxid (WO3) ab. Durch Zugabe von Zinn und Erwärmung färbt sich die Lösung blau.

## Bildung und Fundorte

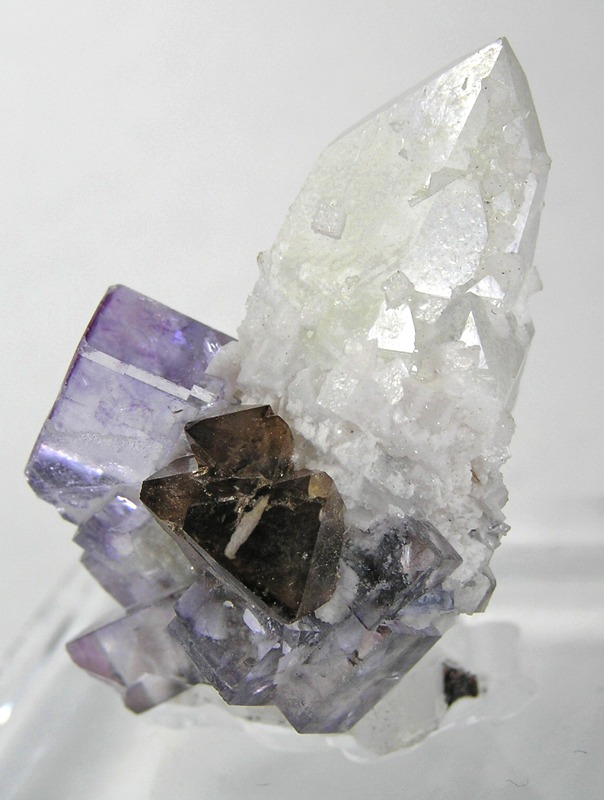
Scheelit (braun), Fluorit (hellviolett) und Quarz (farblos) aus der Grube „Yaogangxian“ im Kreis Yizhang, China (Größe: 5,5 cm × 3 cm × 2,5 cm)

Scheelit bildet sich entweder durch Kontaktmetamorphose unter pegmatitisch-pneumatolytischen Bedingungen oder durch hydrothermale Vorgänge in Greisen. Als Begleitminerale treten neben Kassiterit unter anderem noch Apatit, Diopsid, Fluorit, Granate der Reihe Grossular–Andradit, Quarz, Topas, Tremolit, Turmalin, Vesuvianit und Wolframit auf.
Als häufige Mineralbildung ist Scheelit an vielen Orten anzutreffen. Weltweit sind bisher rund 5500 Vorkommen für Scheelit dokumentiert (Stand: 2024). Zu den wichtigsten europäischen Lagerstätten gehört die 1967 entdeckte stratiforme Scheelit-Lagerstätte im Felbertal, südlich Mittersill in Österreich. Ähnliche Lagerstätten wurden später aber auch in Spanien sowie außerhalb Europas bei Broken Hill in Australien, in New Mexico (USA), Pakistan und Südkorea gefunden.
Die bisher größten Scheelitkristalle, die zwischen 9 und 33 cm groß waren, konnten an verschiedenen Orten in Japan gefunden werden. Bei Kramat Pulai in Malaysia trat ein oktaedrischer Scheelit von rund 20 cm Größe zutage. Bis zu 15 cm große Kristalle traten bei Taewha und Tongwha in Korea auf. Die bisher schwersten bekannten Kristalle mit einem Gewicht von bis zu 50 kg wurden bei Natas in Namibia gefunden.
In Deutschland trat das Mineral bisher vor allem im Schwarzwald (Baden-Württemberg), im bayerischen Fichtelgebirge und Oberpfälzer Wald, im hessischen Odenwald, im Harz von Sachsen-Anhalt bis Thüringen und im sächsischen Erzgebirge auf.
Weitere Fundorte liegen unter anderem in Afghanistan, Argentinien, Australien, Bolivien, Brasilien, Bulgarien, Chile, China, Finnland, Frankreich, Griechenland, Indien, Italien, Kanada, Kasachstan, Mexiko, Myanmar, Norwegen, Pakistan, Peru, Polen, Portugal, Russland, der Schweiz, der Slowakei, Spanien, Südafrika, Tschechien, der Türkei, Usbekistan, im Vereinigten Königreich (Großbritannien) und den Vereinigten Staaten von Amerika (USA).
Auch in Gesteinsproben vom Mond, die in der Nähe des Landepunktes der Luna-20-Mission gesammelt wurden, konnte Scheelit nachgewiesen werden.

## Verwendung

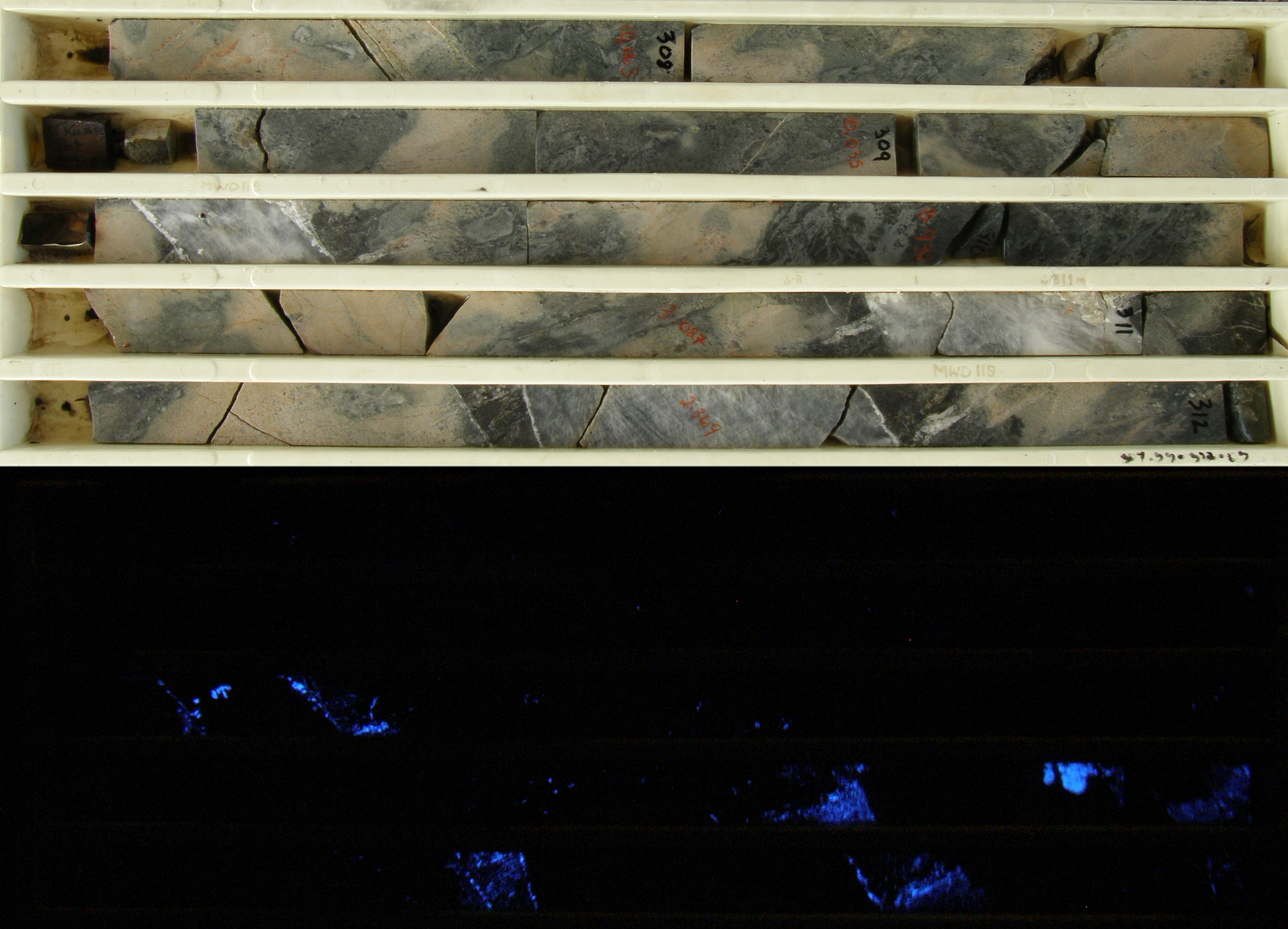
Scheelitführendes Erz im normalen Licht (oben) und kurzwelligen UV-Licht (unten).

### Als Rohstoff
Scheelit ist neben Wolframit das wichtigste Erzmineral für die Gewinnung von Wolfram. Es wird in der Regel durch Flotation aus Roherzen gewonnen und dabei zu Konzentraten mit mehr als 65 % Wolframat angereichert. Diese können zur Gewinnung von Wolfram genutzt werden. Dabei wird zuerst mit konzentrierter Salzsäure zu Wolfram(VI)oxid aufgeschlossen, das mit Wasserstoff bei 800 °C weiter zum elementaren Wolfram reduziert werden kann. Scheelit dient auch zur Darstellung der Wolframsäure.

### Als Schmuckstein

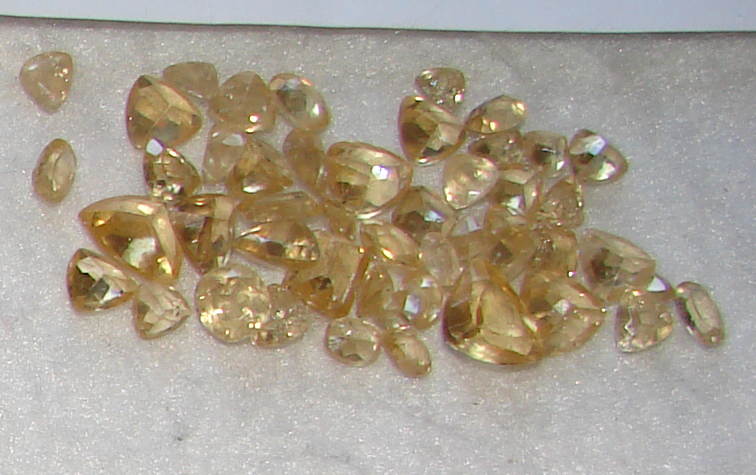
Geschliffene Scheelite

Scheelit gehört zu den weniger bekannten Schmucksteinen, wird aber trotz seiner geringen Härte gelegentlich verschliffen, da er den wertvolleren Edelsteinen Chrysoberyll (Goldberyll), Diamant und Zirkon sehr ähnlich sieht.